# Eclittica

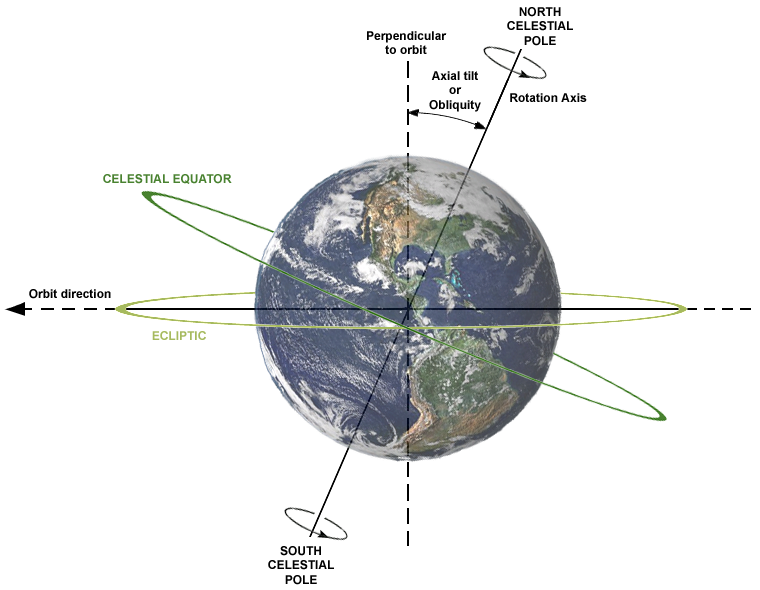
L'eclittica e la sua relazione con l'asse di rotazione, piano orbitale e inclinazione assiale.

L'eclittica è il percorso apparente che il Sole compie in un anno rispetto allo sfondo della sfera celeste. Si tratta del piano orbitale della Terra attorno al Sole ed è dunque il cerchio massimo della sfera celeste geocentrica di raggio pari alla distanza tra il centro del Sole e il centro della Terra.
Il nome deriva da eclissi poiché è sul piano dell'eclittica che si può produrre l'allineamento di tre astri, Sole, Terra e Luna, per dar luogo a tale fenomeno astronomico. Il piano eclittico andrebbe distinto dal piano eclittico invariabile che è perpendicolare al vettore somma dei momenti angolari di tutti i piani orbitali planetari, tra i quali il momento angolare di quello di Giove è il principale contributore nel sistema solare. Attualmente il piano eclittico è inclinato rispetto al piano eclittico invariabile di circa 3°.

## Eclittica ed equatore celeste

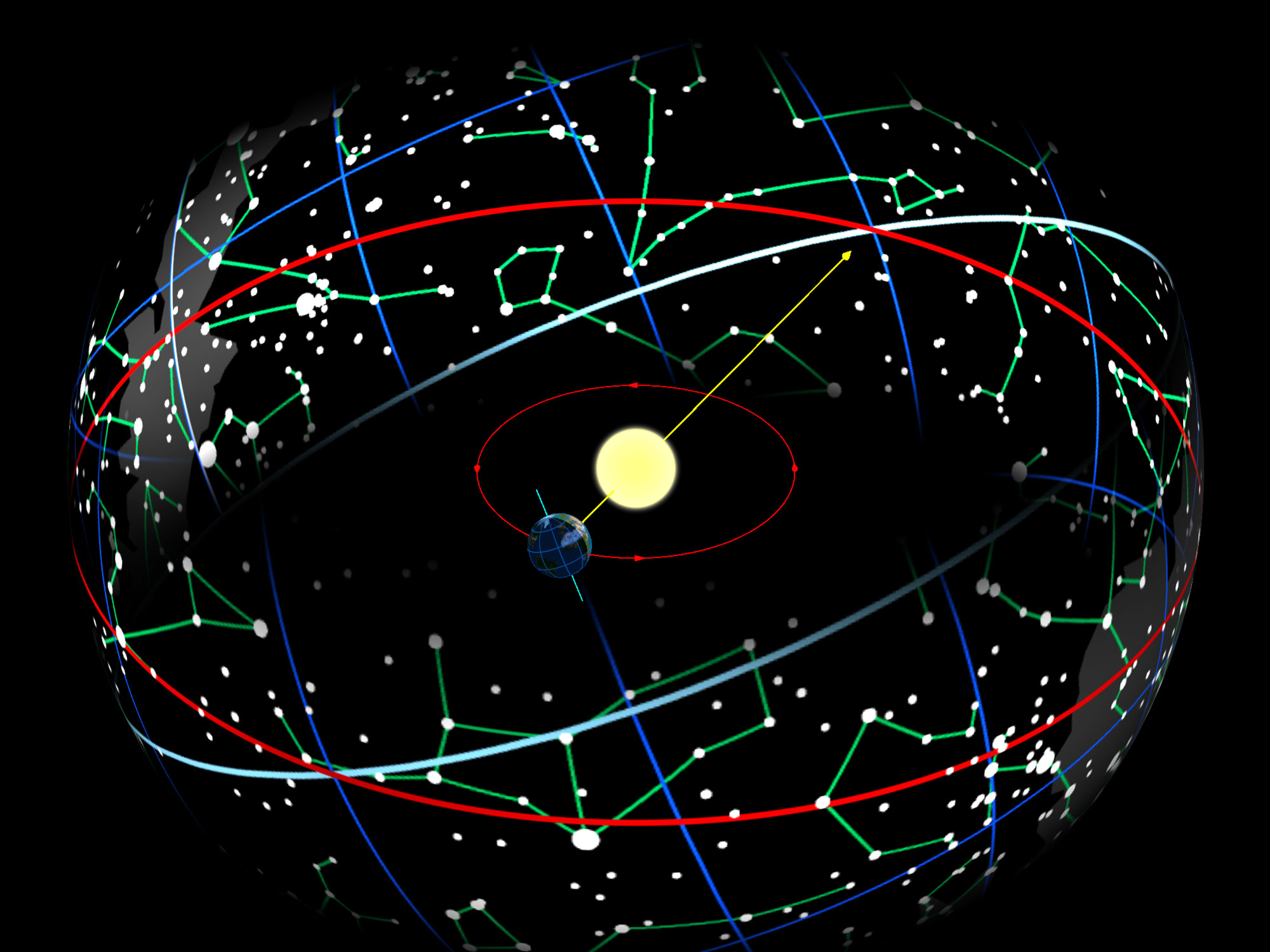
In rosso l'eclittica. In bianco-azzurro l'equatore celeste. La freccia gialla indica il punto vernale

Poiché l'asse di rotazione della Terra non è perpendicolare al suo piano orbitale, il piano equatoriale non è parallelo al piano dell'eclittica, ma forma con esso un angolo di circa 23° 27' noto come inclinazione dell'eclittica.
Le intersezioni dei due piani con la sfera celeste sono cerchi massimi noti come equatore celeste ed eclittica. La linea d'intersezione tra i due piani definisce due punti equinoziali diametralmente opposti sulla sfera celeste. L'equinozio in cui il Sole passa da sud a nord dell'equatore celeste (cioè l'equinozio di primavera) viene chiamato punto vernale, punto γ o primo punto di Ariete. Questa nomenclatura si riferisce a quando l'equinozio di primavera cadeva all'interno della costellazione dell'Ariete. Per questo punto e per i poli celesti passa il coluro equinoziale.
La longitudine eclittica è tipicamente indicata con la lettera λ, si misura da questo punto da 0° a 360° verso est. La latitudine eclittica, usualmente indicata con la lettera β si misura da +90° a nord a -90° a sud. Lo stesso punto di intersezione definisce anche l'origine del sistema di coordinate equatoriali, chiamata ascensione retta misurata da 0 a 24 ore sempre verso est e tipicamente indicata con α o A.R., e la declinazione, tipicamente indicata con δ sempre misurata da +90° a nord a -90° a sud. Semplici formule di rotazione permettono una conversione da α, δ a λ, β e viceversa (vedi sistema di coordinate eclittiche).
La posizione dei punti equinoziali sulla sfera celeste varia lentamente a causa della precessione dell'asse terrestre, per questo motivo chiamata precessione degli equinozi, e della sua nutazione.

## Eclittica e stelle
L'eclittica funge da centro di una regione chiamata lo zodiaco che costituisce una banda di 9° da entrambi i lati. Tradizionalmente, questa regione viene divisa in 12 segni, ognuno di 30° di longitudine. Secondo la tradizione, questi segni prendono il nome da 12 delle 13 costellazioni che si trovano a cavallo dell'eclittica. Gli astronomi moderni tipicamente usano oggi altri sistemi di coordinate (vedi sotto).
La posizione dell'equinozio di primavera non è fissa fra le stelle, ma determinata dalla precessione lunisolare che lentamente si sposta verso ovest sull'eclittica con una velocità di un 1° ogni 72 anni. Può essere anche percepito uno spostamento molto più piccolo verso nord/sud, (la precessione planetaria, lungo l'equatore, risultante da una rotazione del piano dell'eclittica). Detto altrimenti, le stelle si spostano verso est (incrementando la loro longitudine) rispetto agli equinozi — in altre parole, rispetto alle coordinate dell'eclittica e (spesso) anche alle coordinate equatoriali.
Usando gli attuali confini ufficiali della costellazione dello IAU — e tenendo conto sia della variabile velocità di precessione che della rotazione dell'eclittica — gli equinozi si spostano attraverso le costellazioni negli anni del calendario astronomico giuliano (dove l'anno 0 = 1 a.C., -1 = 2 a.C., ecc.) come segue:
- L'equinozio di marzo passava dal Toro all'Ariete nell'anno -1865, poi ai Pesci nell'anno -67, passerà all'Aquario nell'anno 2597, e poi nel Capricorno nel 4312. È passato lungo (ma non dentro) un "angolo" della costellazione della Balena (Cetus) a 0°10' di distanza nell'anno 1489.
- Il solstizio di giugno passava dal Leone nel Cancro nell'anno -1458, passò nei Gemelli nell'anno -10, passò nel Toro nel dicembre del 1989, passerà nell'Ariete nell'anno 4609.
- L'equinozio di settembre passava dalla Bilancia nella Vergine nell'anno -729, passerà nel Leone nell'anno 2439.
- Il solstizio di dicembre passava dal Capricorno nel Sagittario nell'anno -130, passerà nell'Ofiuco nell'anno 2269, e passerà nello Scorpione nel 3597.

## Eclittica e Sole
| Data e ora UTC dei solstizi ed equinozi | Data e ora UTC dei solstizi ed equinozi | Data e ora UTC dei solstizi ed equinozi | Data e ora UTC dei solstizi ed equinozi | Data e ora UTC dei solstizi ed equinozi | Data e ora UTC dei solstizi ed equinozi | Data e ora UTC dei solstizi ed equinozi | Data e ora UTC dei solstizi ed equinozi | Data e ora UTC dei solstizi ed equinozi |
| anno                                    | Equinozio Marzo                         | Equinozio Marzo                         | Solstizio Giugno                        | Solstizio Giugno                        | Equinozio Settembre                     | Equinozio Settembre                     | Solstizio Dicembre                      | Solstizio Dicembre                      |
| anno                                    | giorno                                  | ora                                     | giorno                                  | ora                                     | giorno                                  | ora                                     | giorno                                  | ora                                     |
| --------------------------------------- | --------------------------------------- | --------------------------------------- | --------------------------------------- | --------------------------------------- | --------------------------------------- | --------------------------------------- | --------------------------------------- | --------------------------------------- |
| 2004                                    | 20                                      | 06:49                                   | 21                                      | 00:57                                   | 22                                      | 16:30                                   | 21                                      | 12:42                                   |
| 2005                                    | 20                                      | 12:33                                   | 21                                      | 06:46                                   | 22                                      | 22:23                                   | 21                                      | 18:35                                   |
| 2006                                    | 20                                      | 18:26                                   | 21                                      | 12:26                                   | 23                                      | 04:03                                   | 22                                      | 00:22                                   |
| 2007                                    | 21                                      | 00:07                                   | 21                                      | 18:06                                   | 23                                      | 09:51                                   | 22                                      | 06:08                                   |
| 2008                                    | 20                                      | 05:48                                   | 20                                      | 23:59                                   | 22                                      | 15:44                                   | 21                                      | 12:04                                   |
| 2009                                    | 20                                      | 11:44                                   | 21                                      | 05:45                                   | 22                                      | 21:18                                   | 21                                      | 17:47                                   |
| 2010                                    | 20                                      | 17:32                                   | 21                                      | 11:28                                   | 23                                      | 03:09                                   | 21                                      | 23:38                                   |
| 2011                                    | 20                                      | 23:21                                   | 21                                      | 17:16                                   | 23                                      | 09:04                                   | 22                                      | 05:30                                   |
| 2012                                    | 20                                      | 05:14                                   | 20                                      | 23:09                                   | 22                                      | 14:49                                   | 21                                      | 11:11                                   |
| 2013                                    | 20                                      | 11:02                                   | 21                                      | 05:04                                   | 22                                      | 20:44                                   | 21                                      | 17:11                                   |
| 2014                                    | 20                                      | 16:57                                   | 21                                      | 10:51                                   | 23                                      | 02:29                                   | 21                                      | 23:03                                   |
| 2015                                    | 20                                      | 22:45                                   | 21                                      | 16:38                                   | 23                                      | 08:20                                   | 22                                      | 04:48                                   |
| 2016                                    | 20                                      | 04:30                                   | 20                                      | 22:34                                   | 22                                      | 14:21                                   | 21                                      | 10:44                                   |
| 2017                                    | 20                                      | 10:28                                   | 21                                      | 04:24                                   | 22                                      | 20:02                                   | 21                                      | 16:28                                   |

A causa delle influenze perturbatrici di altri pianeti sull'orbita terrestre, il Sole vero non è sempre esattamente sull'eclittica, ma può trovarsi alcuni arcosecondi a nord o sud di essa. È perciò il centro del Sole medio che delinea il suo cammino. Poiché la Terra impiega un anno per fare una rivoluzione completa attorno al Sole, anche la posizione apparente del Sole impiega lo stesso lasso di tempo per fare un giro completo dell'intera eclittica. Con poco più di 365 giorni all'anno, il Sole si muove quasi di 1° verso est ogni giorno (direzione di longitudine in aumento).
Questo moto annuale non va confuso con il moto giornaliero del Sole (e delle stelle e dell'intera sfera celeste) verso ovest lungo l'equatore. Infatti, mentre le stelle necessitano di circa 23 h e 56 m e 04,09 s per completare il giorno siderale, il Sole, che nel frattempo si è spostato di 1° verso est, ha bisogno di 236 secondi in più per completare il suo giro, facendo sì che il giorno solare misuri 24 ore.
Poiché la distanza fra il Sole e Terra varia leggermente durante l'anno, la velocità con cui il Sole si muove sull'eclittica è anch'essa variabile. Per esempio, nel corso di un anno, il Sole si trova a nord dell'equatore celeste per circa 186,40 giorni e a sud dell'equatore per circa 178,24 giorni.
Il Sole medio attraversa l'equatore celeste verso il 20 di marzo nel momento dell'equinozio di primavera, quando la sua declinazione, l'ascensione retta e la longitudine eclittica sono uguali a zero (la latitudine eclittica del Sole è sempre uguale a zero). L'equinozio di marzo segna l'inizio della primavera nell'emisfero settentrionale e l'autunno in quello meridionale. La data e l'ora effettive variano di anno in anno a causa del verificarsi dell'anno bisestile. Si è anche spostato lentamente nel corso dei secoli a causa delle imperfezioni insite nel calendario gregoriano.
I 90° di longitudine eclittica, a 6 ore di ascensione retta e con una declinazione settentrionale uguale alla obliquità dell'eclittica (23,44°), vengono raggiunti dal Sole intorno al 21 giugno. Questo è il solstizio di giugno o solstizio d'estate nell'emisfero settentrionale e il solstizio d'inverno nell'emisfero meridionale. È anche il primo punto del Cancro e il momento in cui il Sole si trova esattamente sulla verticale (allo Zenit) nel tropico del Cancro.
I 180° di longitudine eclittica, 12 ore di ascensione retta, vengono raggiunti intorno al 22 settembre e segnano il secondo equinozio o il primo punto della Bilancia. A causa delle perturbazioni dell'orbita terrestre, il momento in cui il Sole reale attraversa l'equatore può essere di molti minuti prima o dopo. La declinazione più meridionale del sole viene raggiunta al 270° di longitudine eclittica, 18 ore di ascensione retta al primo punto del segno del Capricorno intorno al 21 dicembre.
In ogni caso si deve porre in rilievo che sebbene questi segni tradizionali (nell'astrologia occidentale) hanno dato i loro nomi ai solstizi ed equinozi, in realtà, (come risulta dalla lista del precedente capitolo) i punti cardinali sono al presente situati rispettivamente nelle costellazioni dei Pesci, Toro, Vergine e Sagittario, a causa della Precessione degli equinozi.

## Eclittica e pianeti
La maggior parte dei pianeti percorre orbite intorno al Sole che si trovano quasi nello stesso piano orbitale della Terra, differendo di pochi gradi al massimo, pertanto essi appaiono sempre vicini all'eclittica quando vengono osservati nel cielo. Mercurio con un'inclinazione orbitale di 7° è un'eccezione. Plutone, a 17°, era precedentemente un'eccezione fino a che esso non fu riclassificato come un pianeta nano, ma altri corpi nel sistema solare hanno anche delle più grandi inclinazioni orbitali (per es. Eris a 44° e Pallas a 34°). Stranamente, la Terra ha l'orbita più inclinata di tutti gli otto pianeti maggiori relativamente all'equatore del Sole.
| Terrestri       | Mercurio | 7,01 | 3,38 | 6,34 |
| Terrestri       | Venere   | 3,39 | 3,86 | 2,19 |
| Terrestri       | Terra    | 0,00 | 7,15 | 1,57 |
| Terrestri       | Marte    | 1,85 | 5,65 | 1,67 |
| Giganti gassosi | Giove    | 1,31 | 6,09 | 0,32 |
| Giganti gassosi | Saturno  | 2,49 | 5,51 | 0,93 |
| Giganti gassosi | Urano    | 0,77 | 6,48 | 1,02 |
| Giganti gassosi | Nettuno  | 1,77 | 6,43 | 0,72 |

La linea di intersezione del piano dell'eclittica e un altro piano orbitale di un pianeta è chiamata la linea nodale di quel pianeta, e i punti di intersezione della linea nodale sulla sfera celeste sono il nodo ascendente (dove il pianeta attraversa l'eclittica da sud a nord) e il nodo discendente diametralmente opposto. Soltanto quando un pianeta inferiore passa attraverso uno dei suoi nodi può avere luogo un transito al di sopra del Sole. Transiti, specialmente per Venere, sono abbastanza rari, poiché l'orbita terrestre è più inclinata di quelle dei due pianeti più interni.
L'inclinazione e le linee nodali, come quasi tutti gli altri elementi orbitali, mutano lentamente nell'arco di secoli a causa delle perturbazioni di altri pianeti.

## Eclittica e Luna

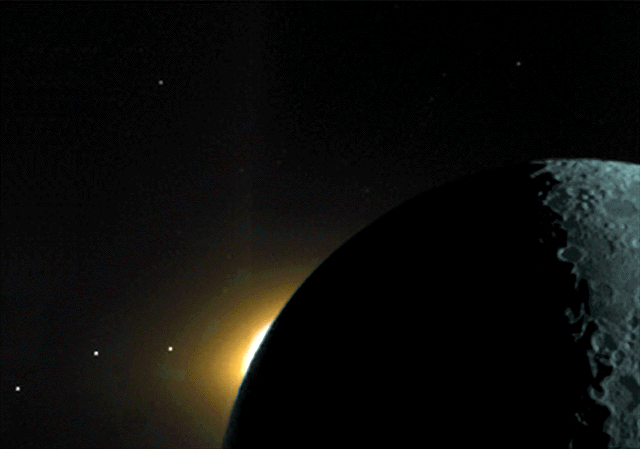
Il piano dell'eclittica, secondo la prospettiva lunare, si può osservare bene in questa foto scattata dal veicolo spaziale Clementine nel 1994. Si vede (da destra a sinistra) la Luna illuminata dalla luce cinerea, il riverbero del Sole sorgente sull'orlo oscuro della Luna, e i pianeti Saturno, Marte e Mercurio (i tre puntini nella parte più bassa a sinistra).

L'orbita della Luna è inclinata di circa 5° sull'eclittica. Neppure la sua linea nodale permane fissa, ma retrocede (si muove verso ovest) su una orbita completa ogni 18,6 anni. Questo è la causa della nutazione e immobilità lunare (lunar standstill). La luna attraversa l'eclittica circa due volte al mese. Se questo succede durante la luna nuova, accade un'eclissi solare, mentre durante la luna piena un'eclissi lunare. Questo era il modo in cui gli antichi potevano tracciare l'eclittica lungo il cielo; essi segnavano i posti dove le eclissi sarebbero potute accadere.

## Eclittica e coordinate stellari
Fino al XVII secolo in Europa, le mappe stellari e le posizioni nei cataloghi delle stelle erano sempre date dalle coordinate eclittiche; in Cina, invece, gli astronomi impiegarono un sistema equatoriale nei loro cataloghi. Fu solo quando gli astronomi incominciarono a usare i telescopi e a misurare le posizioni delle stelle con gli orologi che le coordinate equatoriali entrarono in uso anche in Europa, e ciò accade in modo così completo che, al giorno d'oggi, le coordinate eclittiche non vengono più utilizzate. Tuttavia, questo cambiamento ha comportato anche alcuni svantaggi, in particolare nell'osservazione dei pianeti. Infatti, una congiunzione planetaria sarebbe molto più esplicativamente descritta dalle coordinate eclittiche piuttosto che equatoriali.

## Etimologia
Il termine “eclittica”, che propriamente è un aggettivo, deriva dall’espressione greca ἐκλειπτική τροχιά, ekleiptikè trokià, in latino līnĕa ĕcliptĭca, cioè linea eclittica, linea delle eclissi (da ἔκλειψις, ékleipsis, in latino ĕclipsis, cioè abbandono, mancamento, scomparsa, e quindi eclissi). Quindi: linea della sfera celeste dove avvengono le eclissi.